# Léonard Hebbelynck
Léonard Hebbelynck (Gent, 1808 - 1874) was een Belgisch 19e-eeuwse drukker, uitgever en lithograaf actief in Gent, waar hij was gevestigd op verschillende adressen.

## Drukker-uitgever
Bij Hebbelynck werd onder meer het Kunst- en Letterblad gedrukt van 1840 tot 1843, onder de redactie van Ferdinand Augustijn Snellaert.
Hij was onder meer de uitgever en/of drukker van de werken van volksvertegenwoordiger en burgemeester Philippe Kervyn de Volkaersbeke, die vooral historisch, genealogisch en archeologische werken publiceerde.
Zelf was Hebbelynck auteur van de biografie van Lieven Bauwens, een uitgave uit 1853.

## Lithograaf
In de 19e eeuw was het illustreren van uitgaven niet vanzelfsprekend. Het was het werk van een lithograaf, die zich vooral kon uitleven in kunstboeken en wetenschappelijke werken. 

## Publicatie
- Biographie de Liévin Bauwens - Gent -1853.[2]